# Ракет (програмски језик)
Ракет (енгл. Racket), раније Пи-Ел-Ти ским (енгл. PLT Scheme) програмски је језик за више парадигми опште намене, заснован на ским дијалекту лиспа. Дизајниран је да буде платформа за дизајн и имплементацију програмског језика. Ракет се користи и за скриптовање, образовање на рачунару и истраживање.